# Eutelia diehli
Eutelia diehli là một loài bướm đêm trong họ Noctuidae.